# Guillermo Pérez de Arce Plummer
Guillermo Pérez de Arce Plummer (3 de octubre de 1906–Santiago, 10 de junio de 1994) fue un empresario agrícola y político chileno.
Se desempeñó como senador por O'Higgins y Colchagua entre los años 1953 y 1961, y ejerció como presidente del Senado en 1958.

## Biografía
Hijo de Guillermo Pérez de Arce Adriasola y Blanca Plummer de Ferari. Trabajó en la Caja de Crédito Hipotecario y fue secretario del gerente del diario El Mercurio entre 1923 y 1924. En cuanto a sus actividades empresariales, se dedicó a explotar su fundo "San José" en O'Higgins. Fue presidente del Banco Español Chile en 1972.

### Matrimonio
Se casó en octubre de 1930 con Virginia Letelier Velasco, hermana de Graciela Letelier Velasco, esposa y primera dama de Carlos Ibáñez del Campo, y también hermana de Gil Letelier.
Falleció en Santiago el año 1994.

## Actividades políticas
Fue miembro del Partido Liberal, para luego pasar al Partido Agrario Laborista. Como militante de esa colectividad consiguió su elección como senador de la Quinta Agrupación Provincial de O'Higgins y Colchagua. Formó parte de la Comisión Permanente de Obras Públicas y Vías de Comunicación, la que presidió; la de Educación Pública; y la de Defensa Nacional; y fue senador reemplazante en la Comisión Permanente de Policía Interior y Reglamento. 
En 1956 se trasladó al Partido Nacional, para luego militar en el Partido Nacional Popular. Fue Presidente del Senado entre el 8 de abril y el 26 de noviembre de 1958, siendo el encargado de encabezar el cambio de mando presidencial entre Ibáñez del Campo y Jorge Alessandri.
En marzo de 1969, para las elecciones parlamentarias, fue presidente del Tribunal Calificador de Elecciones.